# ماركوس بامبام
ماركوس بامبام (بالبرتغالية: Marcos Bambam‏) هو لاعب كرة قدم برازيلي في مركز الهجوم، ولد في 19 مارس 1991 في موسورو في البرازيل. لعب مع إيرغوتيليس وغريميو بورتو أليغرينزي ونادي أبولون سميرني ونادي إنترناسيونال ونادي فورتاليزا ونادي فيتوريا.

## وصلات خارجية
- ماركوس بامبام على موقع قاعدة بيانات كرة القدم.إي يو (الإنجليزية)
- ماركوس بامبام على موقع Soccerway.com (الإنجليزية)